# Famille Glinka
La famille Glinka est une ancienne famille de la noblesse russe d'origine polonaise, du clan Trzaska (en).

## Histoire
La famille Glinka remonte à la seconde moitié du XIVe siècle. Elle reçoit un don de terre du roi de Pologne Ladislas IV Vasa en 1641. Après la perte de Smolensk par la Pologne-Lituanie en 1654 au profit de l'empire russe, Wiktoryn Władysław Glinka se convertit à l’orthodoxie et est intégré à la noblesse russe. Une autre branche conserve la foi catholique.

## Personnalités
- Grigori A. Glinka (1776-1818), traducteur, érudit et dramaturge russe.
- Sergueï Glinka (1774-1847), écrivain romantique russe. Frère du suivant et cousin du compositeur.
- Fiodor Glinka (1786-1880), poète, journaliste, écrivain et historien russe. Cousin du compositeur.
- Avdotia Glinka  (1795-1863), née  Golenichtcheva-Koutouzova, femme de lettres russe. Épouse du précédent.
- Vladimir Andreïevitch Glinka (ru)  (1790-1862), Lieutenant-général russe puis général de l'Artillerie (général d'armée), sénateur et membre du Conseil militaire. Entre autres, Grand'croix de l'Ordre de Saint-Vladimir et de Sainte-Anne.
- Mikhaïl Glinka (1804-1857), compositeur russe, fondateur de l'école musicale russe moderne.
- Dmitry Glinka (en) (1808-1880), diplomate russe - il fut notamment ministre plénipotentiaire au Brésil et au Portugal - sociologue, véritable conseiller privé. Grand'croix de Ordre de Saint-Stanislas et de Sainte-Anne.
- Boris Grigorievitch Glinka (ru) (1810-1895). Commandant du district militaire de Kazan, Lieutenant-général puis Général de l'Infanterie (général d'armée). Il fut, entre autres, Grand'croix de l'Ordre de Saint-Vladimir et de de Sainte-Anne.
- Vassili Matveïevitch Glinka (ru) (1836-1902), officier russe, vice-gouverneur de Podolsk et de Volhynie puis gouverneur de Podolsk. Membre du Conseil du ministre de l'Intérieur (1892-1902), grade de Conseiller secret véritable (1891).
- Vladimir Sergueïevitch Glinka (1831-1889), major général, commandant de Bobruisk.
- Constantin Dmitrievitch Glinka(1867-1927), académicien, minéralogiste et pédologue russe.
- Vladislav Mikhaïlovitch Glinka (1903-1983), historien et conservateur de l'un des départements du musée de l'Ermitage.